# Simone Pacoret de Saint-Bon
Simone Antonio Pacoret de Saint-Bon (Chambéry, 20 marzo 1828 – Roma, 26 novembre 1892) è stato un ammiraglio e politico italiano ministro della Marina, senatore del Regno d'Italia nella XVI legislatura.

## Biografia
Allievo della Scuola di Marina di Genova a 14 anni, partecipò a tutte le campagne risorgimentali, guadagnando a Gaeta la croce di cavaliere dell'Ordine Militare di Savoia e nel 1866 la Medaglia d'oro al valor militare "per la sua eroica condotta a San Giorgio di Lissa, al comando della R. Nave Formidabile".
Autore nel 1863 dell'opuscolo Pensieri sulla marineria militare, che dimostrava la necessità di dotarsi di navi corazzate, riuscì a far sì che il Ministero della Marina abbandonasse il programma di costruzioni appena preso in considerazione, che prevedeva 12 vascelli di legno, e passasse a dotarsi di corazzate.
Promosso contrammiraglio nel 1873, fu Ministro della Marina dal 1873 al 1876, riorganizzando radicalmente la flotta. 

Si devono infatti a lui l'introduzione delle navi classe Caio Duilio, progettate da Benedetto Brin, e dei relativi armamenti pesanti, la prosecuzione degli studi sulle torpedini, l'introduzione del siluro (così definito in Italia, distinguendolo dalla torpedine, che invece era fissa e sarebbe divenuta quella che in Italia si chiama mina marittima) e la nascita della specialità Torpedinieri nella Regia Marina.

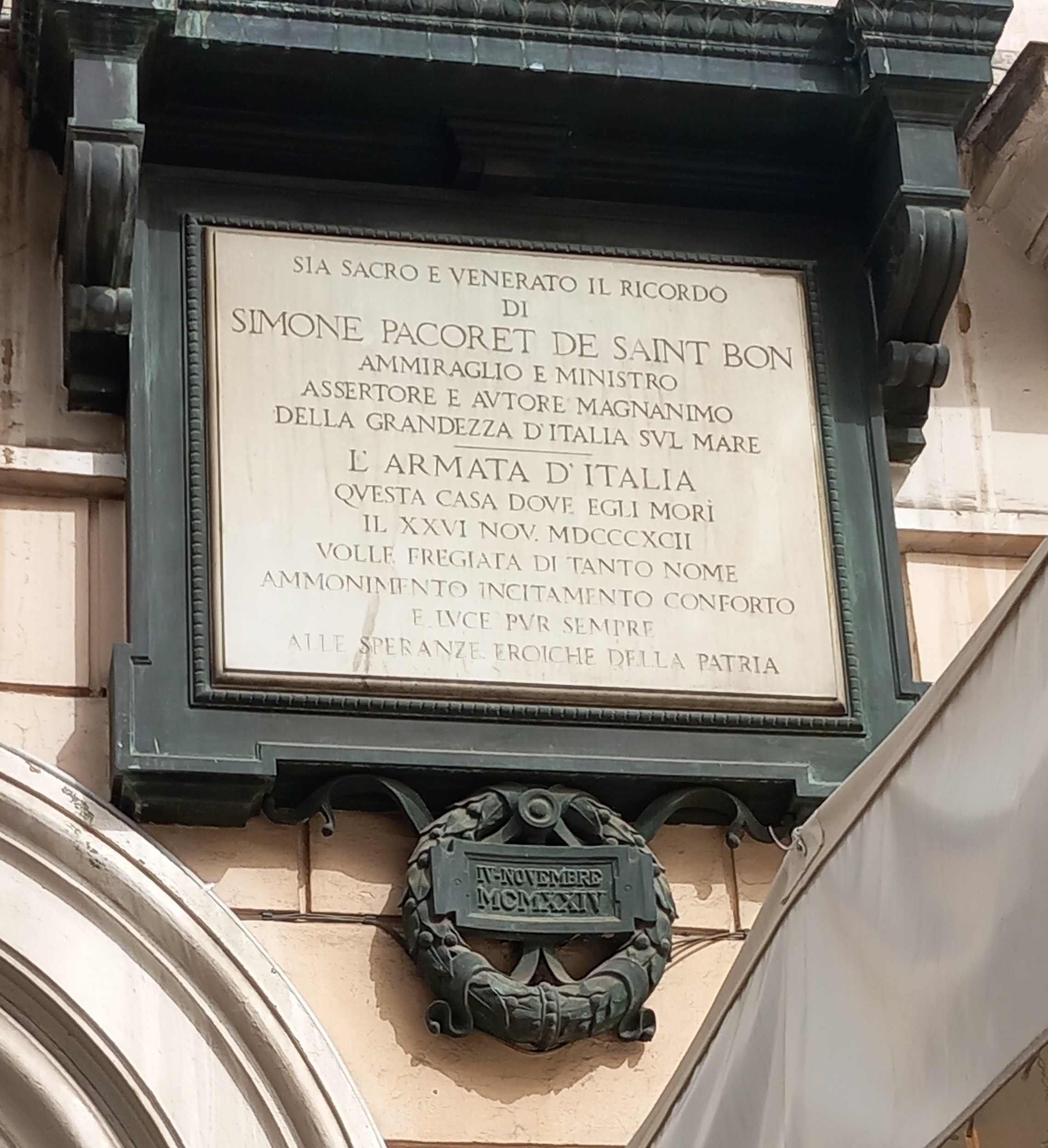
Targa commemorativa in Via Zanardelli a Roma

Deputato nelle Legislature XI, XII, XIII e XV, nel 1884 fu il primo Capo di Stato Maggiore della Regia Marina. 
Senatore del Regno nel 1889, fu ministro della Marina del Regno d'Italia nei governi Minghetti II, Giolitti I e di Rudinì I.

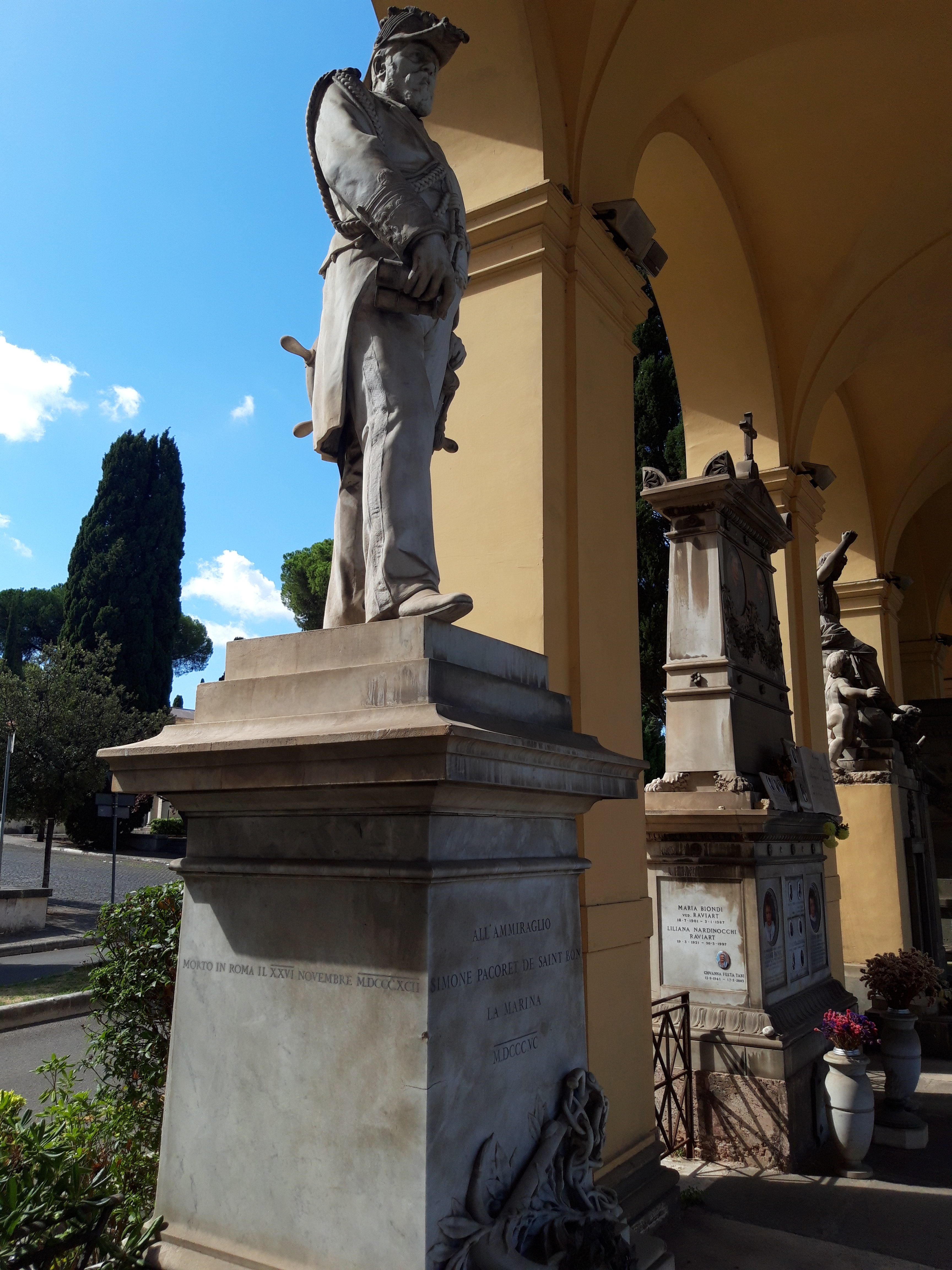
Monumento funebre dell'ammiraglio al cimitero del Verano a Roma

Morì a Roma nel 1892.